# 서남중학교
서남중학교(西南中學校)는 대한민국 대구광역시 서구 중리동에 있는 공립 중학교이다.

## 학교 연혁
- 1981년 12월 18일 : 중리여자중학교 설립인가
- 1982년 3월 1일 : 초대 임해성 교장 취임
- 1982년 3월 5일 : 제1회 (1982학년도) 신입생 입학식 (687명)
- 1989년 10월 4일 : 증축공사 완공 (교실6)
- 1991년 12월 31일 : 후관 3층 신축공사 완공 (교실 3)
- 2002년 12월 11일 : 운동장 우레탄 설치, 구기장 설치 준공
- 2003년 3월 1일 : 교명 변경 (중리여자 중학교 → 서남 중학교), 남녀공학
- 2010년 4월 1일 : 창의ㆍ인성 연구학교 (대구광역시교육청)
- 2019년 12월 3일 : 도서실 현대화 사업 완료 및 개관(행복하늬마루)
- 2022년 2월 10일 : 제38회 졸업식(72명, 누계 13,706명)
- 2022년 3월 1일 : 제18대 이병열 교장 취임
- 2022년 3월 2일 : 제41회 입학식(3학급 53명)

## 참고 자료
- 서남중학교 - 한국교육학술정보원 학교알리미

## 학교 특징
- 학교의 위치가 시장과 시내 근처에 위치하고 있어서 놀러 가기 좋은 특성을 지니고 있다. (그만큼 공부 안하기에도 최적이다)
- 막상 가보면 주택가와 오래된 아파트로 대구 소재의 중학교 인근 동네 치고는 많이 오래된 모습이다.
- 학생 인원이 주변 중학교들(500명대)과 다르게 인원수가 100명 대에 머물고 있으며 최근인 2020년에 200명대였던 것이 다음 해에 신입생 '50명대' 기록하며 바로 100명대로 떨어지게 된다. 2022년에 이것이 더욱 명확하게 차이 나는 것이 3학년이 3학급, 74명인 것이 2학년과 1학년은 50명대로 3학급으로 하여 한 반에 20명이 안되는 초유의 사태가 발생했다.
- 결국 이러한 학생의 인원 감소는 2019년 죽전중학교 폐교 후 통합했음에도 인원이 아주 부족한 모습을 보인다. 현재는 학생 수,교직원 수 매우 적은 학교로 운영중이다. (폐교하니 안하니로 현재까지도 내부적으로 논란이 있다.)

## 학교 분위기
- 중학교 재학 학생들의 공통적인 발언이 '그 누구도 공부를 하지 않는다'이다.